# Hemócitos
Denominam-se de hemócitos as células encontradas nos sistemas circulatórios de diversos animais invertebrados, sendo o nome mais comumente aplicados as células circulantes na hemolinfa dos insetos. São células nucleadas originarias da mesoderme que desempenham atividades fagocítica, encapsulantes, secretoras de fatores de coagulação, e armazenamento de nutrientes. Participam da eliminação de células apoptóticas e formação de tecidos durante o desenvolvimento, e atuam como células de defesa do sistema imune. Os hemócitos incluem diversos tipos celulares, de acordo com a ordem animal sendo estudada bem como seu estágio de desenvolvimento, sendo de uma forma geral os principais: plasmócitos, granulócitos, e pro-hemócitos.